# Idioma baguirmi
Bagirmi (también conocido como Baguirmi; autónimo: tàrà ɓármà) es el idioma de la gente Bagirmi de Tchad. Pertanece a las lenguas sudánicas centrales, y posiblemente a la superfamilia de las lenguas nilo-saharianas. Se hablaba por 44.761 personas en 1993, principalmente en la región de Chari-Baguirmi, además en Mokofi en la región Guéra.Era el idioma del Reino de Baguirmi (1522-1871) y luego el imperio uadai antes del Reparto de África.
Durante la década de 1990, Baguirmi recibió un sistema de escritura por Don y Orpha Raun, misionarios cristianos de la Iglesia de los Hermanos Luteranos de América. En 2003, Anthony Kimbali desarrolló un tipo de letra para apoyar el alfabeto Bagirmi y un método de introducción Keyman para tecladas latinas y el corpus de literatura Baguirmi publicada sigue ampliándose. La mayoría de esta literatura fue diseminado en Tchad por David Raun, un misionario y el hijo de Don and Orpha Raun. 

## Gramática

### Sustantivos
La mayoría de los sustantivos en Baguirmi son disílabos y la forma de sustantivo común es consonante + voalla + consonante + voalla. La voalla final es por lo general semi-sin voz.
Ejemplos: ŋwon(o) - niño, njɨl(i) - sombra
La forma más básica de los sustantivos en Baguirmi es monosílabo y usualmente consiste de un consonante y una voalla.
Ejemplos: ro - cuerpo, ŋga - extranjero, njo - noche
En Baguirmi, la pluralidad de los sustantivos se representa por el sufijo -ge. Esta regla aplica a ambos el sustantivo básico, calificadores y compuestos.